# Prvenstvo Hrvatske u vaterpolu 2005./06.
Hrvatsko vaterpolsko prvenstvo za sezonu 2005./06. je osvojio Jug Croatia Osiguranje iz Dubrovnika.

## Natjecateljski sustav prvenstva
U prvenstvu je sudjelovalo 8 klubova, a samo prvenstvo se odvijalo kroz više dijelova:
- 1. dio – osam klubova je igralo dvostrukim liga-sustavom
- 2. dio – Superliga (prva 4 iz 1. dijela) i Liga za ostanak – posljednja 4 iz 1. dijela
- 3. dio – doigravanje za prvaka i doigravanje za 5. mjesto

### 1. dio prvenstva
| poz. | klub                             | ut. | pob. | rem. | por. | g+  | g-  | bod | 2. dio          |
| ---- | -------------------------------- | --- | ---- | ---- | ---- | --- | --- | --- | --------------- |
| 1.   | Mladost Zagreb                   | 14  | 12   | 1    | 1    | 164 | 80  | 25  | Superliga       |
| 2.   | Jug Croatia Osiguranje Dubrovnik | 14  | 12   | 1    | 1    | 179 | 106 | 25  | Superliga       |
| 3.   | Mornar Brodospas Split           | 14  | 9    | 1    | 4    | 131 | 106 | 19  | Superliga       |
| 4.   | Jadran Slobodna Dalmacija Split  | 14  | 8    | 0    | 6    | 131 | 108 | 16  | Superliga       |
| 5.   | Šibenik                          | 14  | 7    | 1    | 6    | 126 | 112 | 15  | Liga za ostanak |
| 6.   | Medveščak Zagreb                 | 14  | 2    | 2    | 10   | 98  | 184 | 6   | Liga za ostanak |
| 7.   | Primorje Erste Banka Rijeka      | 14  | 2    | 1    | 11   | 81  | 151 | 5   | Liga za ostanak |
| 8.   | POŠK Split                       | 14  | 0    | 1    | 13   | 95  | 158 | 1   | Liga za ostanak |

### 2. dio prvenstva

#### Superliga
| poz. | klub                             | ut. | pob. | rem. | por. | g+ | g- | bod |
| ---- | -------------------------------- | --- | ---- | ---- | ---- | -- | -- | --- |
| 1.   | Mladost Zagreb                   | 6   | 5    | 0    | 1    | 58 | 48 | 13  |
| 2.   | Jug Croatia Osiguranje Dubrovnik | 6   | 4    | 0    | 2    | 64 | 51 | 10  |
| 3.   | Mornar Brodospas Split           | 6   | 1    | 2    | 3    | 48 | 61 | 5   |
| 4.   | Jadran Slobodna Dalmacija Split  | 6   | 0    | 2    | 4    | 51 | 61 | 2   |

#### Liga za ostanak
| poz. | klub                        | ut. | pob. | rem. | por. | g+ | g- | bod |
| ---- | --------------------------- | --- | ---- | ---- | ---- | -- | -- | --- |
| 1.   | Šibenik                     | 6   | 5    | 0    | 1    | 60 | 43 | 13  |
| 2.   | Medveščak Zagreb            | 6   | 3    | 0    | 3    | 50 | 64 | 8   |
| 3.   | Primorje Erste Banka Rijeka | 6   | 3    | 0    | 3    | 50 | 46 | 7   |
| 4.   | POŠK Split                  | 6   | 1    | 0    | 5    | 53 | 60 | 2   |

### 3. dio prvenstva

#### Doigravanje za prvaka
| faza                        | 1.klub           | 2.klub                 | utakmice                       |
| --------------------------- | ---------------- | ---------------------- | ------------------------------ |
| poluzavršnica               | Jug CO Dubrovnik | Mornar Brodospas Split | 14:9*, 16:11                   |
| poluzavršnica               | Mladost Zagreb   | Jadran SD Split        | 8:6*, 18:4                     |
| završnica                   | Mladost Zagreb   | Jug CO Dubrovnik       | 7:9*, 11:13, 13:8*, 9:8, 9:10* |
|                             |                  |                        |                                |
| * domaća utakmica za 1.klub |                  |                        |                                |

#### Razigravanje za 5. – 8. mjesto
| faza                        | 1.klub           | 2.klub             | utakmice          |
| --------------------------- | ---------------- | ------------------ | ----------------- |
| 1. krug                     | Medveščak Zagreb | Primorje EB Rijeka | 8:12*, 4:5        |
| 1. krug                     | Šibenik          | POŠK Split         | 11:4*, 10:7       |
| za 7. mjesto                | Medveščak Zagreb | POŠK Split         | 9:13*, 7:8        |
| za 5. mjesto                | Šibenik          | Primorje EB Rijeka | 11:8*, 5:6, 12:7* |
|                             |                  |                    |                   |
| * domaća utakmica za 1.klub |                  |                    |                   |

## Poveznice
- 1.B HVL 2006.
- 2. HVL 2006.
- 3. HVL 2006.